# Nullszéria
A nullszéria a termékfejlesztési folyamat egy állomása.

## Meghatározás
A műszaki termékfejlesztés folyamatának befejező stációja. Az ezt megelőző időszakban készül el (egyedi, kísérleti körülmények között) az új gyártmány prototípusa.  A prototípus kiértékelése után kezdődik el a sorozatgyártásra való felkészülés. A sorozatgyártási engedély feltétele a kis sorozatú, nullszériás gyártás eredményessége. Ekkor az új termék legtöbb alkatrésze kis sorozatban, már technológia alapján készül el. Ekkor dől el, hogy az új termék alkalmas-e sorozatgyártásra.

## A műszaki fejlesztési folyamat állomásai
- Ötlet, célkitűzés
- Terv-cél zsűri
- Tervezés
- Prototípusgyártás engedélyezése
- Prototípusgyártás, értékelés
- Nullszériagyártás, technologizálás engedélyezése.
- Technologizálás, szerszámtervezés, szerszámgyártás
- Nullszériagyártás
- Nullszéria-értékelés
- Teljes technologizálás, szerszámgyártás engedélyezése
- Sorozatgyártás engedélyezése
- Sorozatgyártás